# Ted Tally
Ted Tally (* 9. April 1952 in North Carolina; gebürtig Theodore Tally) ist ein US-amerikanischer Drehbuchautor.

## Leben und Leistungen
Tally studierte an der Yale University und an der Yale School of Drama. Er debütierte mit dem Drehbuch des Fernsehdramas Ein Zuhause für Joey (1987), in dem Louis Gossett Jr. und Malcolm-Jamal Warner mitspielten.
Für das auf dem gleichnamigen Roman von Thomas Harris beruhende Drehbuch des Thrillers Das Schweigen der Lämmer (1991) gewann Tally1992 den Oscar. Er gewann außerdem den Writers Guild of America Award, den Saturn Award sowie den Edgar Allan Poe Award und wurde für den Golden Globe Award und den BAFTA Award nominiert. Für das anhand eines Romans verfasste Drehbuch des Filmdramas All die schönen Pferde (2000) von Billy Bob Thornton mit Matt Damon und Penélope Cruz gewann Tally im Jahr 2000 den National Board of Review Award. Er wurde 2000 für den Las Vegas Film Critics Society Award und 2001 für den USC Scripter Award nominiert.
Tally beriet die Drehbuchautoren der Zeichentrickfilme Shrek 2 – Der tollkühne Held kehrt zurück (2004) und Madagascar (2005). Er wirkte außerdem als einer der Produzenten des Science-Fiction-Films Mission to Mars (2000).
Tally ist verheiratet und hat zwei Kinder.

## Filmografie (Auswahl)
- 1987: Ein Zuhause für Joey (The Father Clements Story)
- 1990: Frühstück bei ihr (White Palace)
- 1991: Das Schweigen der Lämmer (The Silence of the Lambs)
- 1996: Nicht schuldig (The Juror)
- 1996: Davor und danach (Before and After)
- 2000: All die schönen Pferde (All the Pretty Horses)
- 2002: Roter Drache (Red Dragon)
- 2018: Operation: 12 Strong (12 Strong)